# أفرمشن
أفرمشن أو «اثبات» (بالإنجليزية: Affirmation)‏ هو ألبوم إستوديو يعد الثاني والأخير لفريق الغناء الأسترالي سافج غاردن. وصدر في 9 نوفمبر 1999.
كتب أغاني الألبوم كل من دارين هايس ودانيال جونز. أما الإنتاج فكان لوالتر أفاناسيف. واحتل الألبوم المركز الأول في تصنيف ARIA الأسترالي في العام 1999. وبيع منه مايزيد عن 13 مليون نسخة حول العالم.
وقد أدى الفريق الأغنية الرئيسية للألبوم والتي حملت ذات العنوان "Affirmation" في الحفل الختامي للألعاب الأولمبية الصيفية في سيدني العام 2000.

## أغاني الألبوم
1. Affirmation – 4:56
2. Hold Me – 4:50
3. I Knew I Loved You – 4:10
4. The Best Thing – 4:19
5. Crash and Burn – 4:41
6. Chained to You – 4:08
7. The Animal Song – 4:39
8. The Lover After Me – 4:50
9. Two Beds and a Coffee Machine – 3:27
10. You Can Still Be Free – 4:18
11. Gunning Down Romance – 5:34
12. I Don't Know You Anymore – 3:50
13. The Animal Song ,Mix